# Vaahteraliiga 2018
Die Vaahteraliiga 2018 war die 39. Saison der Vaahteraliiga, der höchsten Spielklasse des American Football in Finnland. Sie begann am 10. Mai und endete am 15. September 2018 mit dem Vaahteramalja XXXIX (auch Maple Bowl XXXIX), dem Finale um die finnische Meisterschaft. Die Vaahteraliiga wurde vom finnischen American-Football-Verband SAJL organisiert. Finnischer Meister wurde der Titelverteidiger und Rekordmeister Helsinki Roosters. Als bester Ligaspieler des Jahres wurde Roosters Quarterback Brandon Connette ausgezeichnet.

## Teilnehmer und Modus
Die folgenden sechs Vereine spielten in der regulären Saison innerhalb von 14 Spielwochen jeweils zweimal gegeneinander, sodass jedes Team insgesamt fünf Heimspiele hatte. Anschließend kamen die besten vier Teams in die Play-offs, in denen das bestplatzierte gegen das viertplatzierte Team sowie der Zweite gegen den Dritten im Halbfinale antrat.
- Wasa Royals (auch Vaasa Royals; Vizemeister 2017)
- Seinäjoki Crocodiles
- Kuopio Steelers
- Tampere Saints
- Helsinki Roosters (Meister 2017)
- Porvoon Butchers (auch Porvoo Butchers)

## Regular Season

### Spielplan
| Spieltag 1 (10. – 12. Mai 2018) | Spieltag 1 (10. – 12. Mai 2018) | Spieltag 1 (10. – 12. Mai 2018) | Spieltag 1 (10. – 12. Mai 2018) | Spieltag 1 (10. – 12. Mai 2018) | Spieltag 1 (10. – 12. Mai 2018) |
| Datum                           | Heimteam                        | Erg.                            | Auswärtsteam                    | Zuschauer                       |                                 |
| ------------------------------- | ------------------------------- | ------------------------------- | ------------------------------- | ------------------------------- | ------------------------------- |
| 10. Mai 2018                    | Helsinki Roosters               | 48 : 07                         | Wasa Royals                     | 667                             |                                 |
| 12. Mai 2018                    | Tampere Saints                  | 29 : 35                         | Kuopio Steelers                 | 487                             |                                 |

| Spieltag 2 (17. – 20. Mai 2018) | Spieltag 2 (17. – 20. Mai 2018) | Spieltag 2 (17. – 20. Mai 2018) | Spieltag 2 (17. – 20. Mai 2018) | Spieltag 2 (17. – 20. Mai 2018) | Spieltag 2 (17. – 20. Mai 2018) |
| Datum                           | Heimteam                        | Erg.                            | Auswärtsteam                    | Zuschauer                       |                                 |
| ------------------------------- | ------------------------------- | ------------------------------- | ------------------------------- | ------------------------------- | ------------------------------- |
| 17. Mai 2018                    | Tampere Saints                  | 40 : 0                          | Seinäjoki Crocodiles            | 411                             |                                 |
| 20. Mai 2018                    | Wasa Royals                     | 13 : 36                         | Porvoo Butchers                 | 634                             |                                 |

| Spieltag 3 (26. – 28. Mai 2018) | Spieltag 3 (26. – 28. Mai 2018) | Spieltag 3 (26. – 28. Mai 2018) | Spieltag 3 (26. – 28. Mai 2018) | Spieltag 3 (26. – 28. Mai 2018) | Spieltag 3 (26. – 28. Mai 2018) |
| Datum                           | Heimteam                        | Erg.                            | Auswärtsteam                    | Zuschauer                       |                                 |
| ------------------------------- | ------------------------------- | ------------------------------- | ------------------------------- | ------------------------------- | ------------------------------- |
| 26. Mai 2018                    | Wasa Royals                     | 25 : 07                         | Seinäjoki Crocodiles            | 520                             |                                 |
| 28. Mai 2018                    | Helsinki Roosters               | 49 : 13                         | Porvoo Butchers                 | 547                             |                                 |

| Spieltag 4 (31. Mai – 2. Juni 2018) | Spieltag 4 (31. Mai – 2. Juni 2018) | Spieltag 4 (31. Mai – 2. Juni 2018) | Spieltag 4 (31. Mai – 2. Juni 2018) | Spieltag 4 (31. Mai – 2. Juni 2018) | Spieltag 4 (31. Mai – 2. Juni 2018) |
| Datum                               | Heimteam                            | Erg.                                | Auswärtsteam                        | Zuschauer                           |                                     |
| ----------------------------------- | ----------------------------------- | ----------------------------------- | ----------------------------------- | ----------------------------------- | ----------------------------------- |
| 31. Mai 2018                        | Kuopio Steelers                     | 48 : 33                             | Wasa Royals                         | 718                                 |                                     |
| 2. Juni 2018                        | Tampere Saints                      | 14 : 35                             | Helsinki Roosters                   | 412                                 |                                     |

| Spieltag 5 (8. – 11. Juni 2018) | Spieltag 5 (8. – 11. Juni 2018) | Spieltag 5 (8. – 11. Juni 2018) | Spieltag 5 (8. – 11. Juni 2018) | Spieltag 5 (8. – 11. Juni 2018) | Spieltag 5 (8. – 11. Juni 2018) |
| Datum                           | Heimteam                        | Erg.                            | Auswärtsteam                    | Zuschauer                       |                                 |
| ------------------------------- | ------------------------------- | ------------------------------- | ------------------------------- | ------------------------------- | ------------------------------- |
| 8. Juni 2018                    | Wasa Royals                     | 27 : 15                         | Tampere Saints                  | 455                             |                                 |
| 9. Juni 2018                    | Porvoo Butchers                 | 38 : 13                         | Seinäjoki Crocodiles            | 812                             |                                 |
| 11. Juni 2018                   | Helsinki Roosters               | 55 : 26                         | Kuopio Steelers                 | 484                             |                                 |

| Spieltag 6 (16. – 18. Juni 2018) | Spieltag 6 (16. – 18. Juni 2018) | Spieltag 6 (16. – 18. Juni 2018) | Spieltag 6 (16. – 18. Juni 2018) | Spieltag 6 (16. – 18. Juni 2018) | Spieltag 6 (16. – 18. Juni 2018) |
| Datum                            | Heimteam                         | Erg.                             | Auswärtsteam                     | Zuschauer                        |                                  |
| -------------------------------- | -------------------------------- | -------------------------------- | -------------------------------- | -------------------------------- | -------------------------------- |
| 16. Juni 2018                    | Kuopio Steelers                  | 34 : 17                          | Porvoo Butchers                  | 605                              |                                  |
| 18. Juni 2018                    | Seinäjoki Crocodiles             | 21 : 88                          | Helsinki Roosters                | 250                              |                                  |

| Spieltag 7 (28. – 30. Juni 2018) | Spieltag 7 (28. – 30. Juni 2018) | Spieltag 7 (28. – 30. Juni 2018) | Spieltag 7 (28. – 30. Juni 2018) | Spieltag 7 (28. – 30. Juni 2018) | Spieltag 7 (28. – 30. Juni 2018) |
| Datum                            | Heimteam                         | Erg.                             | Auswärtsteam                     | Zuschauer                        |                                  |
| -------------------------------- | -------------------------------- | -------------------------------- | -------------------------------- | -------------------------------- | -------------------------------- |
| 28. Juni 2018                    | Tampere Saints                   | 20 : 14                          | Porvoo Butchers                  | 300                              |                                  |
| 30. Juni 2018                    | Seinäjoki Crocodiles             | 39 : 41                          | Kuopio Steelers                  | 250                              |                                  |

| Spieltag 8 (5. – 7. Juli 2018) | Spieltag 8 (5. – 7. Juli 2018) | Spieltag 8 (5. – 7. Juli 2018) | Spieltag 8 (5. – 7. Juli 2018) | Spieltag 8 (5. – 7. Juli 2018) | Spieltag 8 (5. – 7. Juli 2018) |
| Datum                          | Heimteam                       | Erg.                           | Auswärtsteam                   | Zuschauer                      |                                |
| ------------------------------ | ------------------------------ | ------------------------------ | ------------------------------ | ------------------------------ | ------------------------------ |
| 5. Juli 2018                   | Porvoo Butchers                | 17 : 37                        | Helsinki Roosters              | 288                            |                                |
| 7. Juli 2018                   | Seinäjoki Crocodiles           | 37 : 12                        | Wasa Royals                    | 488                            |                                |

| Spieltag 9 (12. – 14. Juli 2018) | Spieltag 9 (12. – 14. Juli 2018) | Spieltag 9 (12. – 14. Juli 2018) | Spieltag 9 (12. – 14. Juli 2018) | Spieltag 9 (12. – 14. Juli 2018) | Spieltag 9 (12. – 14. Juli 2018) |
| Datum                            | Heimteam                         | Erg.                             | Auswärtsteam                     | Zuschauer                        |                                  |
| -------------------------------- | -------------------------------- | -------------------------------- | -------------------------------- | -------------------------------- | -------------------------------- |
| 12. Juli 2018                    | Helsinki Roosters                | 60 : 14                          | Tampere Saints                   | 371                              |                                  |
| 14. Juli 2018                    | Wasa Royals                      | 20 : 27                          | Kuopio Steelers                  | 528                              |                                  |

| Spieltag 10 (19. – 23. Juli 2018) | Spieltag 10 (19. – 23. Juli 2018) | Spieltag 10 (19. – 23. Juli 2018) | Spieltag 10 (19. – 23. Juli 2018) | Spieltag 10 (19. – 23. Juli 2018) | Spieltag 10 (19. – 23. Juli 2018) |
| Datum                             | Heimteam                          | Erg.                              | Auswärtsteam                      | Zuschauer                         |                                   |
| --------------------------------- | --------------------------------- | --------------------------------- | --------------------------------- | --------------------------------- | --------------------------------- |
| 19. Juli 2018                     | Kuopio Steelers                   | 30 : 56                           | Helsinki Roosters                 | 751                               |                                   |
| 21. Juli 2018                     | Seinäjoki Crocodiles              | 23 : 17                           | Porvoo Butchers                   | 315                               |                                   |
| 23. Juli 2018                     | Tampere Saints                    | 13 : 27                           | Wasa Royals                       | 620                               |                                   |

| Spieltag 11 (9. – 13. August 2018) | Spieltag 11 (9. – 13. August 2018) | Spieltag 11 (9. – 13. August 2018) | Spieltag 11 (9. – 13. August 2018) | Spieltag 11 (9. – 13. August 2018) | Spieltag 11 (9. – 13. August 2018) |
| Datum                              | Heimteam                           | Erg.                               | Auswärtsteam                       | Zuschauer                          |                                    |
| ---------------------------------- | ---------------------------------- | ---------------------------------- | ---------------------------------- | ---------------------------------- | ---------------------------------- |
| 9. August 2018                     | Porvoo Butchers                    | 0 : 51                             | Kuopio Steelers                    | 312                                |                                    |
| 13. August 2018                    | Helsinki Roosters                  | 71 : 07                            | Seinäjoki Crocodiles               | 533                                |                                    |

| Spieltag 12 (16. – 19. August 2018) | Spieltag 12 (16. – 19. August 2018) | Spieltag 12 (16. – 19. August 2018) | Spieltag 12 (16. – 19. August 2018) | Spieltag 12 (16. – 19. August 2018) | Spieltag 12 (16. – 19. August 2018) |
| Datum                               | Heimteam                            | Erg.                                | Auswärtsteam                        | Zuschauer                           |                                     |
| ----------------------------------- | ----------------------------------- | ----------------------------------- | ----------------------------------- | ----------------------------------- | ----------------------------------- |
| 16. August 2018                     | Porvoo Butchers                     | 22 : 20                             | Tampere Saints                      | 276                                 |                                     |
| 19. August 2018                     | Kuopio Steelers                     | 44 : 28                             | Seinäjoki Crocodiles                | 525                                 |                                     |

| Spieltag 13 (23. – 25. August 2018) | Spieltag 13 (23. – 25. August 2018) | Spieltag 13 (23. – 25. August 2018) | Spieltag 13 (23. – 25. August 2018) | Spieltag 13 (23. – 25. August 2018) | Spieltag 13 (23. – 25. August 2018) |
| Datum                               | Heimteam                            | Erg.                                | Auswärtsteam                        | Zuschauer                           |                                     |
| ----------------------------------- | ----------------------------------- | ----------------------------------- | ----------------------------------- | ----------------------------------- | ----------------------------------- |
| 23. August 2018                     | Porvoo Butchers                     | 07 : 21                             | Wasa Royals                         | 165                                 |                                     |
| 25. August 2018                     | Seinäjoki Crocodiles                | 38 : 37                             | Tampere Saints                      | 623                                 |                                     |

| Spieltag 14 (30. August – 2. September 2018) | Spieltag 14 (30. August – 2. September 2018) | Spieltag 14 (30. August – 2. September 2018) | Spieltag 14 (30. August – 2. September 2018) | Spieltag 14 (30. August – 2. September 2018) | Spieltag 14 (30. August – 2. September 2018) |
| Datum                                        | Heimteam                                     | Erg.                                         | Auswärtsteam                                 | Zuschauer                                    |                                              |
| -------------------------------------------- | -------------------------------------------- | -------------------------------------------- | -------------------------------------------- | -------------------------------------------- | -------------------------------------------- |
| 30. August 2018                              | Kuopio Steelers                              | 68 : 38                                      | Tampere Saints                               | 384                                          |                                              |
| 2. September 2018                            | Wasa Royals                                  | 17 : 27                                      | Helsinki Roosters                            | 583                                          |                                              |

### Tabelle
| Pl. | Team                 | Sp. | S  | U | N | TD      | Diff. | Punkte | SQ    |
| --- | -------------------- | --- | -- | - | - | ------- | ----- | ------ | ----- |
| 1   | Helsinki Roosters    | 10  | 10 | 0 | 0 | 526:166 | +360  | 20:0   | 1,000 |
| 2   | Kuopio Steelers      | 10  | 8  | 0 | 2 | 404:315 | 0+89  | 16:4   | 0,800 |
| 3   | Wasa Royals          | 10  | 4  | 0 | 6 | 202:265 | 0−63  | 8:12   | 0,400 |
| 4   | Porvoo Butchers      | 10  | 3  | 0 | 7 | 181:281 | −100  | 6:14   | 0,300 |
| 5   | Seinäjoki Crocodiles | 10  | 3  | 0 | 7 | 213:413 | −200  | 6:14   | 0,300 |
| 6   | Tampere Saints       | 10  | 2  | 0 | 8 | 240:326 | 0−86  | 4:16   | 0,200 |

Qualifikation für die Play-offs.

Quelle: sajl.org.

### Erfolgreichste Scorer
| Pl. | Spieler          | Team                 | Pos. | TD | FG | PAT | Punkte |
| --- | ---------------- | -------------------- | ---- | -- | -- | --- | ------ |
| 1   | Adam Connette    | Helsinki Roosters    | WR   | 17 | —  | 2   | 104    |
| 2   | Christian Powell | Seinäjoki Crocodiles | RB   | 13 | —  | 4   | 082    |
| 3   | Charles Wort     | Kuopio Steelers      | WR   | 13 | —  | —   | 078    |
| 4   | Justin Williams  | Wasa Royals          | RB   | 12 | —  | —   | 072    |
| 4   | Kimi Linnainmaa  | Helsinki Roosters    | WR   | 12 | —  | —   | 072    |
| 4   | Justin Bell      | Kuopio Steelers      | RB   | 12 | —  | —   | 072    |

Quelle: sajl.org

## Play-offs
|  | Halbfinale | Halbfinale        | Halbfinale |  |  | Maple Bowl XXXIX | Maple Bowl XXXIX  | Maple Bowl XXXIX |
|  |            |                   |            |  |  |                  |                   |                  |
|  |            |                   |            |  |  |                  |                   |                  |
|  | 1          | Helsinki Roosters | 47         |  |  |                  |                   |                  |
|  | 4          | Porvoo Butchers   | 7          |  |  |                  |                   |                  |
|  |            |                   |            |  |  | 1                | Helsinki Roosters | 44               |
|  |            |                   |            |  |  | 2                | Kuopio Steelers   | 14               |
|  | 2          | Kuopio Steelers   | 34         |  |  |                  |                   |                  |
|  | 3          | Wasa Royals       | 26         |  |  |                  |                   |                  |
|  |            |                   |            |  |  |                  |                   |                  |

### Halbfinale
|                        |                                    |  |                   |                          |                 |  |                                                     |
|                        | Kuopio 8. September 2018 15:30 Uhr |  | Helsinki Roosters | \| \| 47 : 7 \| \| \| \| | Porvoo Butchers |  | Helsingin Velodromi Zuschauer: 363 Referee: J. Sipi |
| (20:0, 20:0, 0:7, 7:0) | Kuopio 8. September 2018 15:30 Uhr |  | Helsinki Roosters |                          | Porvoo Butchers |  | Helsingin Velodromi Zuschauer: 363 Referee: J. Sipi |
|                        | 47 : 7                             |  |                   |                          |                 |  |                                                     |
|                        |                                    |  |                   |                          |                 |  |                                                     |

|                         |                                      |  |                 |                           |             |  |                                                     |
|                         | Helsinki 9. September 2018 15:30 Uhr |  | Kuopio Steelers | \| \| 34 : 26 \| \| \| \| | Wasa Royals |  | Väinölänniemi Zuschauer: 759 Referee: V. Lamminsalo |
| (14:7, 7:6, 13:0, 0:13) | Helsinki 9. September 2018 15:30 Uhr |  | Kuopio Steelers |                           | Wasa Royals |  | Väinölänniemi Zuschauer: 759 Referee: V. Lamminsalo |
|                         | 34 : 26                              |  |                 |                           |             |  |                                                     |
|                         |                                      |  |                 |                           |             |  |                                                     |

### Vaahteramalja XXXIX
Die Helsinki Roosters gewannen zum siebten Mal in Folge den Maple Bowl.
|                       |                                       |  |                   |                           |                 |  |                                                  |
|                       | Helsinki 15. September 2018 18:00 Uhr |  | Helsinki Roosters | \| \| 44 : 14 \| \| \| \| | Kuopio Steelers |  | Telia 5G Zuschauer: 2.212 Referee: V. Lamminsalo |
| (6:7, 24:7, 8:0, 6:0) | Helsinki 15. September 2018 18:00 Uhr |  | Helsinki Roosters |                           | Kuopio Steelers |  | Telia 5G Zuschauer: 2.212 Referee: V. Lamminsalo |
|                       | 44 : 14                               |  |                   |                           |                 |  |                                                  |
|                       |                                       |  |                   |                           |                 |  |                                                  |

## Auszeichnungen

### All Stars 2018
| Position               | Athlet             | Team                 |    | Position           | Athlet             | Team              |
| ---------------------- | ------------------ | -------------------- | -- | ------------------ | ------------------ | ----------------- |
| Offense                |                    |                      |    |                    |                    |                   |
| QB                     | Brandon Connette   | Helsinki Roosters    |    | OL                 | Bartosz Bednarczyk | Kuopio Steelers   |
| RB                     | Christian Powell   | Seinäjoki Crocodiles | OL | Tapio Jääskeläinen | Kuopio Steelers    |                   |
| WR                     | Adam Connette      | Helsinki Roosters    | OL | Arttu Tennberg     | Porvoo Butchers    |                   |
| WR                     | Tino Ndongo        | Kuopio Steelers      | OL | Jere Lahti         | Helsinki Roosters  |                   |
| WR                     | Mickey Kyei        | Tampere Saints       | OL | Pasi Lautala       | Porvoo Butchers    |                   |
| WR                     | Anthony Brooks     | Seinäjoki Crocodiles |    |                    |                    |                   |
| Defense                |                    |                      |    |                    |                    |                   |
| DL                     | Okko Outinen       | Helsinki Roosters    |    | LB                 | Steven Tresfield   | Wasa Royals       |
| DL                     | Jani Lindqvist     | Kuopio Steelers      | DB | Rufail Khalifa     | Wasa Royals        |                   |
| DL                     | Toni Ahonen        | Helsinki Roosters    | DB | Santeri Inkinen    | Kuopio Steelers    |                   |
| DL                     | Ville Kurvinen     | Porvoo Butchers      | DB | Curtis Slater      | Helsinki Roosters  |                   |
| LB                     | Donovan Hayden     | Kuopio Steelers      | DB | Mitch Dalley       | Porvoo Butchers    |                   |
| LB                     | Tony Ballon        | Tampere Saints       |    |                    |                    |                   |
| Special Teams          |                    |                      |    |                    |                    |                   |
| P                      | Seth Peters        | Kuopio Steelers      |    | PR                 | Curtis Slater      | Helsinki Roosters |
| K                      | Joni-Petteri Malka | Porvoo Butchers      | KR | Darion Hall        | Porvoo Butchers    |                   |
| Quelle: issuu.com/sajl |                    |                      |    |                    |                    |                   |

### Awards
- Liga-MVP (Vuoden liigapelaaja): Brandon Connette, QB, Helsinki Rooters
- Offensiv-Spieler des Jahres (Vuoden Hyökkääjä): Adam Connette, WR, Helsinki Rooters
- Defensiv-Spieler des Jahres (Matti Lindholm Trophy): Toni Ahonen, DL, Helsinki Rooters
- Bester Newcomer: Tino Ndongo, WR, Kuopio Steelers
- Bester Line-Spieler: Arttu Tennberg, OL, Porvoo Butchers
- Ari Tuuli Trophy (Vuoden Etenijä): Mikko Seppänen, WR, Porvoo Butchers
- Bester Schiedsrichter: Veikko Lamminsalo